# Туркмено-Хорасанские горы
Туркмено-Хорасанские горы (туркм. Türkmen-Horasan daglary) — крупная горная система на северо-востоке Ирана и юго-западе Туркменистана.
Является северной окраинной частью Иранского нагорья, окаймляющего Туранскую низменность. Служит своего рода переходным звеном между более высоким хребтом Эльбурс на западе и Паропамизом на востоке. В отличие от них, Туркмено-Хорасанские горы в целом низкогорны, несмотря на наличие в хребте Биналуд пика Кенгзошк высотой 3314 м. Средние высоты около 1500—1800 м, что отрицательно сказывается на их водности и развитии водозапасающих ледников. Кучано-Мешхедский дол, по которому текут самые значительные реки системы — Атрек (на запад) и Кешефруд (на восток) — разделяет Туркмено-Хорасанские горы на две части: более низкогорный Копетдаг на севере и более высокогорные Нишапурские горы на юге.
Добываются полезные ископаемые: каменный уголь, различные полиметаллы; в предгорьях расположилось месторождение газа Хангиран. В предгорьях и долинах рек ведётся интенсивное орошаемое земледелие; расположены города Ашхабад (Туркменистан) и Мешхед (Иран).